# Bildungsmigration
Der Begriff Bildungsmigration bezeichnet eine Form der Migration, bei der Menschen ihr Heimatland verlassen, um während eines Auslandsaufenthaltes eine Aus- oder Weiterbildung zu absolvieren.
Bei der Migration zu Bildungszwecken sind die Übergänge zwischen kurz- und längerfristigem Aufenthalten oft fließend. Vielfach ist die Bildungsmigration mit einer anschließenden Rückkehr in das Herkunftsland, teils aber auch mit einem längeren Aufenthalt oder einer Weiterreise verbunden.

## Umfang
Weltweit ist im 21. Jahrhundert ein Anstieg der Zahl internationaler Studierender zu beobachten. Internationale Studierende werden als potenzielle hochqualifizierte Arbeitskräfte von Politik, Wirtschaft und Wissenschaft umworben, was auch mit einem Fachkräftemangel in Zusammenhang gestellt wird.
Laut einer 2015 veröffentlichten OECD-Studie ist Deutschland das Industrieland mit der höchsten Zahl von Personen, die zum Studium ins Ausland ziehen; das zahlenstärkste Zielland deutscher Studenten ist Österreich. Nach dem EU-Beitritt Österreichs 1995 kam es zu einer verstärkten Zuwanderung junger Deutscher nach Österreich. Bedingt durch den in Deutschland gültigen Numerus clausus für zahlreiche Studienfächer emigriert eine große Zahl junger Deutscher zum Zweck ihrer universitären Ausbildung, meist zeitweilig, in andere europäische Staaten. 2011 führten sowohl der doppelte Abiturjahrgang in einigen Bundesländern, der aufgrund der Reform des Gymnasiums mit dem Abitur nach der zwölften Jahrgangsstufe zustande kam, sowie die Aussetzung der Einberufung von Grundwehrdienstleistenden zu besonders hohen Zahlen von Studienbewerbern aus Deutschland. in Österreich wurde diese Bildungsmigration aus Deutschland unter dem Schlagwort einer „Deutschenschwemme“ thematisiert. In der Schweiz wurde 2008 im Hinblick auf die Bildungsmigration ein je nach Herkunftsland gestaffelter Numerus clausus eingeführt und 2010 die Studiengebühren für Ausländer deutlich erhöht. In den Niederlanden und in Ungarn hingegen werden deutsche Studenten explizit beworben.
Des Weiteren bestehen binationale Studiengänge. Diese lassen sich in Double-Degree-Programme und Joint-Degree-Programme unterteilen, je nachdem, ob zwei Abschlüsse verliehen werden oder ein gemeinsamer Abschluss (siehe auch: Doppeldiplom).

## Europäische und nationale Regelungen
In der Europäischen Union sind EU-Bürger, die in einem anderen EU-Staat studieren oder eine Ausbildung absolvieren, aufgrund der Richtlinie 2004/38/EG (Freizügigkeitsrichtlinie) als Unionsbürger inländischen Studierenden rechtlich gleichgestellt.
Mit dem Maastrichter Vertrag wurde 1992 das Recht der Freizügigkeit für EU-Bürger (Art. 18 EU-Vertrag, Art. 45 Charta der Grundrechte der EU 2009), das in den 1960ern zunächst nur für Arbeitnehmer, später auch für Selbständige und Dienstleistungserbringer eingeführt worden war, auch auf Studenten und Rentner ausgeweitet. Seit 2004 benötigen EU-Bürger bei der Auswanderung in einen anderen EU-Staat auf Basis der Richtlinie 2004/38/EG (Freizügigkeitsrichtlinie) keine Aufenthaltserlaubnis mehr, welche zuvor bei einem geplanten Aufenthalt von mehr als drei Monaten erforderlich war. Sie müssen sich nur noch in das Bevölkerungsregister des neuen Wohnorts eintragen lassen, was üblicherweise der Nachweis einer Krankenversicherung und ausreichender Existenzmittel voraussetzt.
Für die europäische Bildungszusammenarbeit wurden mehrere Instrumente entwickelt, um Qualifikationen vergleichbarer zu machen. Der Bologna-Prozess soll der Mobilität und Transparenz in der Hochschulbildung dienen, der Kopenhagen-Prozess soll dies im Bereich der beruflichen Bildung tun. Durch den Bologna-Prozess wurde eine europaweite Harmonisierung der Berufs- und Studienabschlüsse angestrebt. Regelungen wie die Richtlinie 2005/36/EG (Berufsanerkennungsrichtlinie) sollen eine stärkere Mobilität im Bildungs- und Arbeitsmarkt ermöglichen. Zu den zentralen Ergebnissen des Kopenhagen-Prozesses zählen: der Europass, der Europäische Qualifikationsrahmen (EQR) und ein gemeinsamer europäischer Bezugsrahmen zur Qualitätssicherung von Berufsbildungsergebnissen (EQAVET); zudem wurden u. a. gemeinsame Ziele für das Europäische Leistungspunktesystem für die Berufsbildung (European Credit System for Vocational Education and Training ECVET) definiert.
Die REST-Richtlinie (EU) 2016/801 definiert Regeln für die Erteilung von Aufenthaltstiteln zu Studienzwecken an Drittstaatler.
In Deutschland ist der Aufenthalt von Studierenden aus Drittstaaten durch § 16 AufenthG geregelt, ergänzt durch § 16a AufenthG. Das Gesetz zur Umsetzung aufenthaltsrechtlicher Richtlinien der Europäischen Union zur Arbeitsmigration erleichterte mit Wirkung zum 1. August 2017 die Erteilung von Aufenthaltstiteln zu Studienzwecken und nach abgeschlossener Ausbildung. Durch dieses Änderungsgesetz wurden die REST-Richtlinie und zwei weitere Richtlinien umgesetzt.

## Förderprogramme

Teilnehmer Fulbright-Programm, 2020

Auslandsstudien und andere Auslandsaufenthalte im Rahmen von Austauschprogrammen werden häufig durch Stipendien gefördert. Das weltweit größte Förderprogramm von Auslandsaufenthalten an Universitäten ist das Erasmus-Programm. Zu den bekannten Austauschprogramme zählt auch das Fulbright-Programm.
Des Weiteren spielen nationale Studienprogramme, Begabtenförderungswerke und Graduiertenprogramme eine wesentliche Rolle.
In Bezug auf Deutschland unterstützt vor allem der Deutsche Akademische Austauschdienst (DAAD) Studierende und Wissenschaftler im In- und Ausland im Rahmen des internationalen Austauschs. Das Sonderprogramm des Bundes MobiPro-EU fördert seit 2013 junge Menschen aus Europa bei der Aufnahme einer betrieblichen Berufsausbildung in Deutschland.